# Gahan Wilson
Pour les articles homonymes, voir Wilson.
Gahan Wilson né le 8 février 1930 à Evanston (Illinois) et mort le 21 novembre 2019 à Scottsdale (États-Unis) (Arizona), est un auteur de comics, un illustrateur et un romancier américain.

## Biographie
Gahan Wilson naît le 8 février 1930. Il étudie à l'Art Institute of Chicago. En 1954, le magazine Amazing Stories publie pour la première fois une de ses histoires. Dès le début des années 1950, il dessine des histoires en une page qu'il propose à de nombreuses revues. Mais toutes refusent de lui prendre au motif que cela ne correspond pas aux attentes des lecteurs. Plusieurs de ses planches sont finalement acceptées par le magazine Collier's. Le succès de ceux-ci fait que rapidement d'autres magazines lui demandent de travailler pour eux. Il devient un des artistes réguliers du magazine Playboy. En plus de ses bandes dessinées, Gahan Wilson écrit aussi des albums pour enfants comme Harry, the Fat Bear Spy et des romans (Eddie Deco's Last Caper, The Cleft, etc.).
Il meurt le 21 novembre 2019 à 89 ans.

## Récompense
- 1989 : Prix Inkpot[5].
- 2006 : Prix Milton Caniff de la National Cartoonists Society, pour l'ensemble de sa carrière[6]